# Phaeoclavulina argentea
Phaeoclavulina argentea (o Ramaria argentea) es una especie del género Phaeoclavulina de la familia Gomphaceae, orden Gomphales, clase Agaricomycetes.

## Descripción
Phaeoclavulina argentea macroscópicamente se distingue por tener basidiomas de color amarillo claro a café pálido cambiando a color café claro con el maltrato y/o la maduración, solitarios u ocasionalmente fasciculados de 14-80 × 9-30 mm, con hasta 4 niveles de ramificación, laxas y/o dicotómicas que disminuyen gradualmente. Ramas primarias cilíndricas a aplanadas de hasta 5 mm en diámetro, de color amarillento claro a café-pálido. Ramas secundarias cilíndricas de color amarillento claro. Axilas redondeadas. Ápices agudos a subagudos, de color amarillo a café grisáceo. Estípite poco evidente de 3-10 × 2- 10 mm, cilíndrico, con una superficie lisa a finamente tomentosa, blanquecina a morena. Micelio basal abundante, blanco, con cordones miceliares de hasta 1 mm de diámetro. Contexto blanquecino en el estípite y café amarillento pálido en las ramificaciones. Consistencia subcorreosa. Sabor amargo, olor inapreciable. Himenio anfígeno. Basidios de 32,2-49 × 4,9-7 µm, con esterigmas rectos a ligeramente curvados, de 3,5-7 × 1,4- 2,1 µm. Esporas de 4,9-8,4 × 2,8-4,9 µm, sub-elípticas, con ornamentación en forma de verrugas redondeadas de diferente tamaño, distribuidas homogéneamente, y alcanzando una longitud no mayor a 0,5 µm al microscopio electrónico de barrido. Apéndice hilar sublateral, acuminado, de 0,4 a 0,8 µm de longitud. Subhimenio monomítico, con hifas entremezcladas, de 1,4-5,6 µm de diámetro, hialinas, con pared delgada. Contexto con 2 diferentes tipos de hifas: 1) generativas en disposición paralela, hialinas, de 2,1-9,8 µm en diámetro, fíbulas frecuentes y con escasas conexiones ampuliformes, de hasta 12,6 µm en diámetro, y 2) gleopleróticas escasas, inmersas entre las hifas generativas, de 1,4-2,8 µm.

## Distribución
Especie se ha citado en México de Tlaxcala y Jalisco,  y a nivel internacional de Estados Unidos de Nuevo México. Se ha reportado de zonas templadas en diferentes partes de Norteamérica, destacando Arizona, Nevada, Texas y los estados del este de Estados Unidos, además de Canadá y Suecia.

## Hábitat
Se desarrolla con un hábito subgregario, creciendo como humícola, desarrollándose en bosques mixtos de Abies, Pinus y Quercus, en bosques mesófilos de montaña y bosques de galería con Alnus, Buddleja, Schinus, Salix, Juniperus y Quercus, a una altitud de hasta 2 700 m s. n. m.

## Estado de conservación
Esta especie no se encuentra en ninguna categoría en la Norma Oficial Mexicana 059.